# 4,5,6,7-四氯-2-三氟甲基苯并咪唑
4,5,6,7-四氯-2-三氟甲基苯并咪唑是一种有机化合物，化学式为C8HCl4F3N2。它可由2-三氟甲基苯并咪唑和王水反应制得。它和碘甲烷在碳酸钾存在下于丙酮中回流，可以得到4,5,6,7-四氯-1-甲基-2-三氟甲基苯并咪唑。